# إسبات (حاسوب)
السبات في الحوسبة (بالإنجليزية: Hibernation) (ويُعرف أيضًا باسم "التعليق إلى القرص" أو النوم الآمن في أجهزة ماكنتوش)، هو عملية إيقاف تشغيل الحاسوب مع الاحتفاظ بحالته كما هي. فعند بدء السبات، يقوم الحاسوب بحفظ محتويات الذاكرة العشوائية (RAM) على القرص الصلب أو على وسيط تخزين غير متطاير آخر. وعند إعادة تشغيل الحاسوب، تُستعاد محتويات الذاكرة ويعود النظام تمامًا إلى الحالة التي كان عليها قبل الدخول في وضع السبات. طُبّق السبات لأول مرة في عام 1992 وسُجّل كبراءة اختراع لصالح شركة كومباك للحواسيب في هيوستن، تكساس.
تستخدم أنظمة مايكروسوفت ويندوز 8، وويندوز 8.1، وويندوز 10، وويندوز 11 نوعًا من السبات يُعرف باسم "بدء التشغيل السريع" (Fast Startup) بشكل افتراضي عند إيقاف التشغيل.

## الاستخدامات
بعد الدخول في وضع السبات، يتم إيقاف تشغيل مكونات الحاسوب تمامًا كما في حالة الإيقاف العادي. يمكن للنظام أن يفقد الطاقة كليًا لفترة غير محددة، ثم يُستأنف تشغيله ويعود إلى حالته الأصلية. يُستخدم وضع السبات بشكل أساسي في الحواسيب المحمولة، نظرًا لمحدودية طاقتها من البطارية. ويمكن ضبط النظام ليدخل في هذا الوضع تلقائيًا عند صدور إنذار انخفاض البطارية. وتدعم معظم الحواسيب المكتبية أيضًا وضع السبات، وذلك في الغالب كوسيلة لتوفير الطاقة، كما يتيح هذا الوضع استبدال البطارية القابلة للإزالة بسرعة. الأجهزة المحمولة من شركتي غوغل وآبل (مثل أندرويد، وأجهزة كروم بوك، وiOS) لا تدعم وضع السبات. أما الأجهزة التي تعمل بنظام ماك أو إس من شركة آبل فتطلق على وضع السبات اسم "النوم الآمن".
يمكن ضبط منبّه ساعة الوقت الحقيقي لإيقاظ الجهاز بعد دخوله في وضع السبات.

## المقارنة مع وضع السكون
تدعم العديد من الأنظمة وضع السكون منخفض الطاقة، حيث تُخفَّض وظائف المعالجة في الجهاز مع استخدام قدر ضئيل من الطاقة للحفاظ على محتويات الذاكرة العشوائية (RAM) ودعم إمكانية الاستيقاظ السريع. من أبرز مزايا وضع السكون مقارنةً بالسبات هو الاستئناف الفوري تقريبًا. أما في وضع السبات، فيجب على النظام أن يبدأ التشغيل ويقرأ البيانات من وحدة التخزين الدائمة ثم يعيد تحميلها إلى الذاكرة، وهي عملية تستغرق وقتًا أطول وتعتمد على سرعة وحدة التخزين، التي غالبًا ما تكون أبطأ بكثير من سرعة الذاكرة العشوائية. أما النظام في وضع السكون، فلا يحتاج سوى إلى تشغيل المعالج ووحدة العرض، وهو ما يتم بشكل شبه فوري.
من ناحية أخرى، فإن النظام في وضع السكون يواصل استهلاك الطاقة للحفاظ على البيانات في الذاكرة، وبالتالي لا يمكنه البقاء في هذا الوضع إلى أجل غير مسمى، على عكس السبات. وإذا فصل التيار الكهربائي عن جهاز في وضع السكون، فإن البيانات تُفقد، بينما لا يشكل انقطاع التيار أي خطر على نظام في وضع السبات؛ إذ يمكن استئنافه عند عودة التيار. وتجدر الإشارة إلى أن الأنظمة التي يتم إيقاف تشغيلها أو إدخالها في وضع السبات قد تستهلك قدرًا من الطاقة الاحتياطية ما لم يتم فصلها عن مصدر الطاقة كليًا.
يوفّر السبات وسيلة لتفادي عناء حفظ البيانات غير المحفوظة قبل الإيقاف، إذ يعيد تشغيل جميع البرامج النشطة ويفتح المستندات وعلامات تبويب المتصفح كما كانت. ومع ذلك، فإن كلًا من السبات والسكون يحافظان على حالة تجزئة الذاكرة وضعف الأداء التدريجي، وهي عوامل تؤدي إلى تراجع أداء الأجهزة المحمولة كلما طالت مدة عملها دون إعادة تشغيل كاملة. ولهذا السبب يوصي العديد من الخبراء بإيقاف تشغيل الأجهزة الإلكترونية أو إعادة تشغيلها بشكل دوري.

## أول تطبيق
نفذ أول نظام سبات عملي في الأسواق عام ١٩٩٢ على جهاز كومباك إل تي إي لايت ٣٨٦ كما ورد في مواد البيع الخاصة به. وقد أصبح ذلك ممكنًا جزئيًا بفضل أوامر وضع السكون والوضع المحمي في معالج إنتل ٣٨٦. تم تنفيذ النظام في ذاكرة القراءة فقط وعمل بشكل مستقل عن نظام التشغيل دون الحاجة إلى برامج تشغيل. كان الجهاز يكتشف انخفاض البطارية ويمنع فقدان البيانات باستخدام قسم مخفي على القرص. كما كان يحفظ النظام ويستعيده أثناء عمليات الكتابة على القرص والعمليات التي تتم بواسطة المعالج الرياضي المساعد. وكان بالإمكان التحكم في النظام من خلال واجهة مستخدم رسومية اختيارية أو اختصار لوحة مفاتيح مخصص. اختبر هذا النظام على أنظمة دوس، وويندوز ٣.١، وبانيان فاينز، ونوفيل نتوير. كما تم توثيق تقنية السبات الخاصة بكومباك في براءة اختراع لشركة آي بي إم عام ١٩٩٣.